# Karim Zaza
Karim Zaza, né le 9 janvier 1975 à Brøndby (Danemark), est un footballeur marocain reconverti en tant qu’entraîneur des gardiens à Lekhwiya.

## Biographie
Né au Danemark, formé au meilleur club du Championnat du Danemark de football le FC Copenhague, Zaza a vite gagné sa place dans son club avec lequel il remporte plusieurs titres et en même temps sélectionné en équipe du Maroc de football là ou il n'y sera plus à cause de plusieurs défaites. Zaza, parmi les meilleurs gardiens Marocains évoluant en Europe il tente maintenant de retrouver la sélection marocaine. Zaza a aussi visité le Championnat d'Allemagne de football là ou il n'a pas eu de chance et il retourne dans son championnat d'enfance, celui de Danemark.

## Sélection du Maroc
Il a débuté en équipe nationale du Maroc le 4 juin 2000 contre la Jamaïque lors du Tournoi Hassan II en l'an 2000.
Il fait son retour en sélection en avril 2004 lors d'un match amical contre l'Angola, match où il rentre pour la seconde mi-temps.
On ne le retrouve ensuite qu'en 2008 et 2009, période où il obtient trois titularisations. Il dispute son premier match officiel le 28 mars 2009 contre le Gabon en match qualificatif pour la Coupe du monde 2010, le Maroc subissant une défaite (1-2).
| Matches internationaux de Karim Zaza | Matches internationaux de Karim Zaza | Matches internationaux de Karim Zaza           | Matches internationaux de Karim Zaza | Matches internationaux de Karim Zaza | Matches internationaux de Karim Zaza | Matches internationaux de Karim Zaza | Matches internationaux de Karim Zaza |
| 0                                    | Date                                 | Lieu                                           | Adversaire                           | Score                                | Résultats                            | Compétitions                         |                                      |
| ------------------------------------ | ------------------------------------ | ---------------------------------------------- | ------------------------------------ | ------------------------------------ | ------------------------------------ | ------------------------------------ | ------------------------------------ |
| 1                                    | 4 juin 2000                          | Stade Mohammed-V, Casablanca, Maroc            | Jamaïque                             | —                                    | 1-0                                  | Tournoi Hassan II                    |                                      |
| 2                                    | 31 mars 2004                         | Complexe sportif Moulay-Abdallah, Rabat, Maroc | Angola                               | —                                    | 3-1                                  | Match amical                         |                                      |
| 3                                    | 19 novembre 2008                     | Stade Mohammed-V, Casablanca, Maroc            | Zambie                               | —                                    | 3-0                                  | Match amical                         |                                      |
| 4                                    | 11 février 2009                      | Stade Mohammed-V, Casablanca, Maroc            | Tchéquie                             | —                                    | 0-0                                  | Match amical                         |                                      |
| 5                                    | 28 mars 2009                         | Stade Mohammed-V, Casablanca, Maroc            | Gabon                                | —                                    | 1-2                                  | Éliminatoires Coupe du monde 2010    |                                      |

## Palmarès

### En club
FC Copenhague
- Vainqueur de la Coupe du Danemark (1) : 1997

 OB Odense
- Vainqueur de la Coupe du Danemark (1) : 2002

 Brøndby IF
- Champion du Danemark (1) : 2005
- Vainqueur de la Coupe du Danemark (1) : 2005
- Vainqueur de la Coupe de la Ligue danoise (2) : 2005, 2006

 AaB Ålborg
- Champion du Danemark (1) : 2008

### Distinctions personnelles
- Élu Meilleur gardien au Danemark en 2001, 2002, 2003
- Meilleur Gardien Marocain évoluant au Danemark en 2009
- Meilleur Gardien Arabe évoluant au Danemark en 2010
- Meilleur Gardien Africain évoluant au Danemark en 2004 et en 2011